# Gerard van der Aa
Gerard van der Aa (zm. 1586) – polityk holenderski.
Odznaczył się podczas walk z królem hiszpańskim Filipem II, również jak jego synowie: Adolf i Filip, powiernik Wilhelma Orańskiego.